# IC 1475
IC 1475 је ознака објекта на координатама са ректансцензијом 23h 14m 2,0s и деклинацијом - 28° 25" 18'. Каснијим посматрањима на том положају није уочен никакав астрономски објекат.